# إعلان استقلال بنما

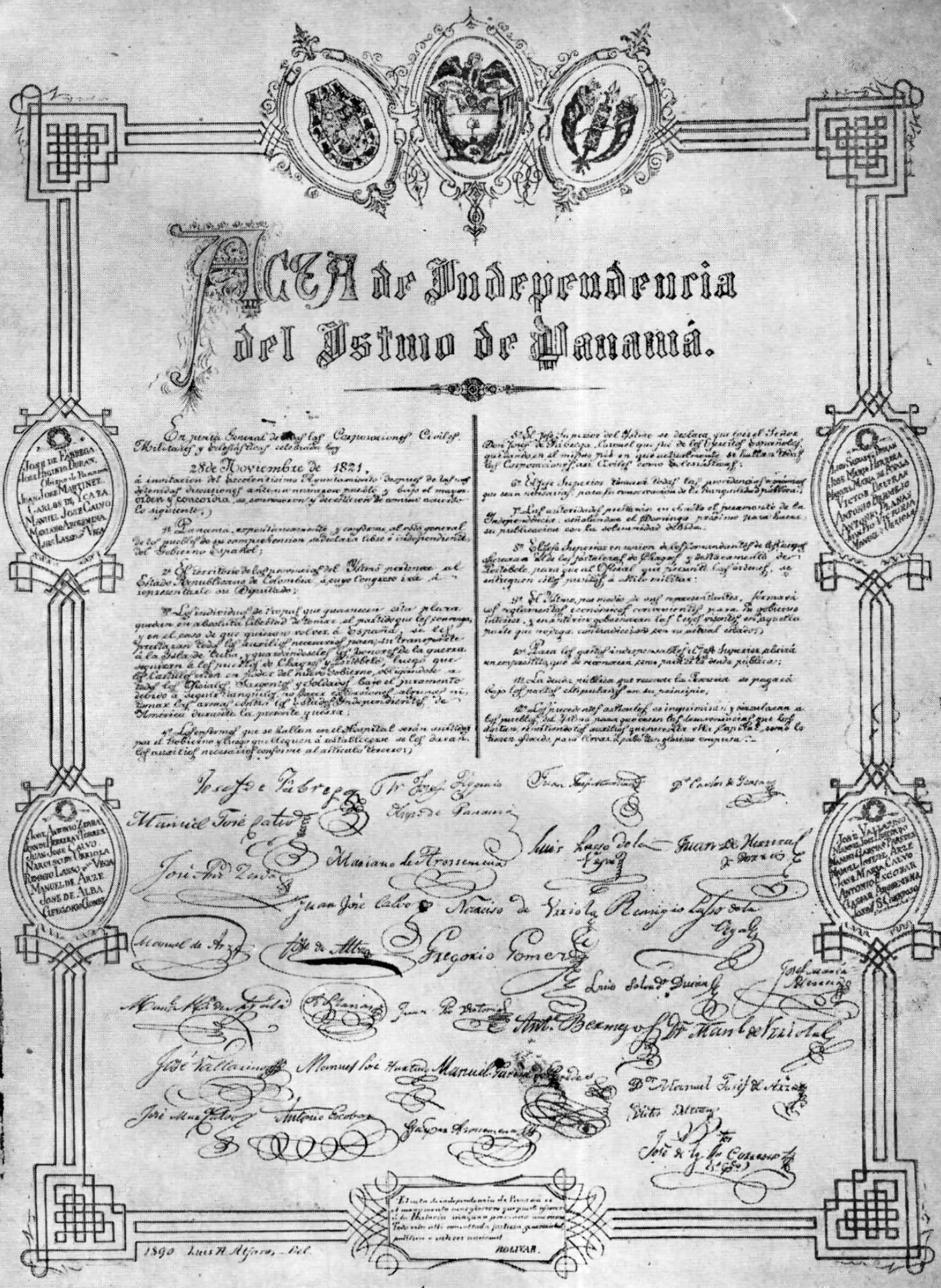
إعلان استقلال بنما، 1821

إعلان استقلال بنما (بالإسبانبة: Acta de Independencia de Panamá) هو الوثيقة التي من خلالها أعلنت بنما استقلالها عن الإمبراطورية الإسبانية في 28 نوفمبر 1821. تم الإعلان عنه في كاتدرائية بلازا في مدينة بنما بعد أن اجتمع مجلس القادة وصاغ اثنتي عشرة نقطة تدعو إلى قطع علاقة بنما بالتاج الإسباني والانضمام إلى جمهورية كولومبيا الكبرى المشكلة حديثًا.

## خلفية
بعد أن أصدر المتمردون في بلدة فيلا دي لوس سانتوس الإقليمية الصغيرة "صيحة من أجل الاستقلال"،  في 10 نوفمبر 1821، بدأ المتمردون في جميع أنحاء الريف البنمي يطالبون بالاستقلال. باستخدام الرشاوى لقمع المقاومة من القوات الإسبانية وحشد هروبهم، سيطر المتمردون على مدينة بنما دون إراقة دماء. عُقد اجتماع مفتوح مع التجار وملاك الأراضي والنخب، الذين خافوا من انتقام إسبانيا وانقطاع التجارة، قرروا الانضمام إلى جمهورية كولومبيا الكبرى وصاغوا قانون استقلال بنما.

## الإعلان
تمت صياغة إعلان الاستقلال في 28 نوفمبر 1821 من قبل المربي والدبلوماسي مانويل خوسيه هورتادو  ويتألف من اثني عشر مادة. النص كما يلي:
"في اجتماع عام لجميع المؤسسات المدنية والعسكرية والكنسية الذي عقد اليوم 28 نوفمبر 1821 بدعوة من مجلس المدينة، بعد المزيد من المناقشات الموقوفة قبل اجتماع القرية الكبير وتحت أعلى درجة من النظام والوئام تم الاتفاق عليها وقرارها باتفاق مشترك العناصر التالية:
1. تم إعلان بنما، بشكل عفوي وتحت التصويت العام لأهل التفاهم، حرة ومستقلة عن الحكومة الإسبانية.
2. تنتمي أراضي مقاطعات البرزخ إلى جمهورية كولومبيا الكبرى، التي سيذهب نائبنا إليها على الفور لتمثيلنا في الكونغرس.
3. يتمتع أفراد القوات المتواجدة في هذا المكان بحرية مطلقة في الاختيار الذي يناسبهم، وإذا أرادوا العودة إلى إسبانيا، فسيتم تزويدهم بكل المساعدة اللازمة للانتقال إلى جزيرة كوبا؛ تماشيا مع تكريم الحرب، فإن أولئك الذين سيبقون في موانئ شاجرز أو بورتوبيلو، سوف يجعلون الحاميات ممتلكات للحكومة الجديدة؛ إلزام جميع الضباط والرقباء والجنود، تحت القسم الواجب، بالالتزام بالهدوء وعدم قبول أي رشوة وعدم حمل السلاح ضد دول أمريكا المستقلة خلال الحرب الحالية.
4. ستتم مساعدة المرضى الإسبان الموجودين في المستشفى من قبل الحكومة، وبمجرد عودتهم إلى الصحة، سيتم تقديم المساعدة اللازمة لهم وفقًا للمادة 3.
5. يُذكر أن رأس الدولة في البرزخ هو دون خوسيه دي فابريجا، الذي كان عقيدًا في الجيوش الإسبانية؛ يجب أن تكون جميع الشركات والسلطات المدنية والكنسية على نفس الأسس التي هي عليها حاليًا.
6. يتخذ رئيس الدولة كافة الإجراءات الاقتصادية التي قد تكون ضرورية للحفاظ على السلم العام.
7. ستؤدي السلطات على الفور قسم الاستقلال، مميزة الأحد المقبل لنشرها مع الجدية الواجبة.
8. سيقوم رئيس الدولة، مع قادة القوات، بإخطار قلعة شاقرس ومفرزة بورتوبيلو حتى يقوم المسؤول الذي يقدم الأوامر بتسليم هذه النقاط بأسلوب عسكري.
9. يشكل البرزخ، عن طريق ممثليه، اللوائح الاقتصادية المناسبة لحكومته الداخلية؛ وفي غضون ذلك، سيحكمون وفقًا للقوانين الحالية في تلك الأجزاء التي لا تتعارض مع الوضع الحالي.
10. لتغطية النفقات الضرورية، سيُنشئ رئيس الدولة السياسي قرضًا يُعترف به كجزء من الدين العام.
11. يتم الاعتراف بالدين العام من قبل الخزينة ويتم سداده بموجب المواثيق المنصوص عليها في مبدأه.
12. ستطبع الفصول السابقة وتعمم على جميع شعوب البرزخ لوقف الخلافات التي تثيرها. إرسال المساعدة التي يحتاجها هذا الأصل المهم لتنفيذ هذا التعهد المجيد، كما عرضوا.

بتوقيع: خوسيه دي فابريجا؛ خوسيه هيجينيو، أسقف بنما؛ خوان خوسيه مارتينيز عميد قسم الكاتدرائية؛ د. كارلوس إيكازا؛ مانويل خوسيه كالفو؛ ماريانو دي أروسيمينا؛ لويس لاسو دي لا فيجا؛ خوسيه أنطونيو سيردا؛ خوان هيريرا إي توريس؛ خوان خوسيه كالفو؛ نارسيسو دي أوريولا؛ ريميجيو لاسو دي لا فيغا؛ مانويل دي أرسي؛ خوسيه دي ألبا؛ جريجوريو جوميز؛ لويس سلفادور دوران؛ خوسيه ماريا هيريرا؛ مانويل ماريا دي أيالا؛ فيكتور بلتران؛ أنطونيو برميجو؛ أنطونيو بلانا؛ خوان بيو فيكتوريا؛ د. مانويل دي أوريولا؛ خوسيه فالارينو؛ مانويل خوسيه هورتادو؛ مانويل جارسيا دي باريديس؛ د. مانويل خوسيه دي أرسي؛ خوسيه ماريا كالفو؛ أنطونيو إسكوفار؛ جاسبار اروسيمينا؛ خوسيه دي لوس سانتوس كوريوزو، كاتب عام. <undefined />
تم اختيار خوسيه فالارينو خيمينيز لإعلام الناس المجتمعين في كاتدرائية بلازا في مدينة بنما بإعلان الاستقلال. استقبل الخبر بابتهاج. تم إرسال خطاب لإبلاغ سيمون بوليفار بالإعلان وقرار بنما الطوعي بالانضمام إلى جمهورية كولومبيا الكبرى. في اعترافه بتاريخ 1 فبراير 1822، رد بوليفار:
| «                                                      | "إعلان استقلال بنما هو النصب الأكثر روعة الذي يمكن تقديمه لتاريخ أي مقاطعة أمريكية. تم النظر في كل شيء: العدالة والكرم والسياسة والمصلحة الوطنية." | » |
| — - سيمون بوليفار إلى خوسيه دي فابريجا (1 فبراير 1822) | |   |